# Joan Massagué
Joan Massagué Solé (Barcelona, 30 de abril de 1953) es un farmacéutico e investigador español, centrado en el estudio del cáncer.

## Biografía
Joan Massagué Solé nació en Barcelona en 1953. Estudió en los jesuitas de Sarriá. Licenciado en Farmacia y doctor en Bioquímica (1978) por la Universidad de Barcelona, se trasladó en 1982 a la Universidad Brown, en la ciudad estadounidense de Providence, Rhode Island, donde descubrió la estructura del receptor de la insulina. Posteriormente, se trasladó a la Universidad de Massachusetts, donde ejerció la docencia como profesor de Bioquímica. En 1989, pasó a dirigir el departamento de Biología Celular y Genética en el Memorial Sloan-Kettering Cancer Center de Nueva York, donde en 2003 aceptó la dirección del programa de Biología y Genética del cáncer. A su vez, es investigador del Howard Hughes Medical Institute. Joan Massagué es director adjunto del Instituto de Investigación Biomédica (IRB Barcelona), donde además también supervisa uno de los grupos de investigación del instituto, el MetLab, donde se están desarrollando diversos proyectos sobre la proliferación de células tumorales y las metástasis.
En 2014 fue seleccionado por la revista Quo, en colaboración con el Consejo Superior de Investigaciones Científicas y el Consejo Superior de Deportes, para la primera «Selección Española de la Ciencia», compuesta por trece científicos españoles destacados a escala internacional.

## Investigaciones
El trabajo de Massagué se ha centrado, sobre todo, en el estudio de los mecanismos de señalización que resultan esenciales para el desarrollo normal de los tejidos y que se alteran en presencia del cáncer. Es el caso del TGFβ (factor de crecimiento tumoral beta), un compuesto de la familia de las citoquinas, implicadas en los procesos inflamatorios, que regula la división celular durante el desarrollo embrionario.
Massagué es uno de los investigadores más importantes en las áreas de la regulación de la división celular y de la metástasis del cáncer, autor de unos 250 artículos científicos sobre estos temas y uno de los cincuenta investigadores más citados en todas las áreas científicas en los últimos veinte años (índice h de 198, junio de 2021). Su investigación ha sido clave para el conocimiento de los mecanismos que permiten detener la proliferación celular, proceso que cuando se descontrola lleva a la formación de tumores. Así mismo, su trabajo ha permitido identificar los genes que controlan la metástasis de las células tumorales del cáncer de mama hacia otros órganos, descubrimiento que abre nuevas posibilidades de investigación en este aspecto del cáncer.
Massagué es miembro de la Academia Americana de las Artes y las Ciencias, de la Academia Nacional de Ciencias de Estados Unidos, de la Organización Europea de Biología Molecular, de las Reales Academias Españolas de Medicina y Farmacia, y Académico de Honor de la Academia Iberoamericana de Farmacia (18 de diciembre de 2014). Ha sido distinguido con más de veinticinco galardones, entre los que destacan el Premio Príncipe de Asturias de Investigación Científica y Técnica en 2004, el XXXVII Premio Lección Conmemorativa Jiménez Díaz 2005, el Premio Fundación BBVA Fronteras del Conocimiento 2008 en Biomedicina, el Premio Nacional de Investigación Rey Don Juan Carlos I y el Howard Taylor Ricketts Award. En 2014 le concedieron el Premio Nacional de Investigación Santiago Ramón y Cajal.
En 2018 fue el investigador español más citado de la historia según su índice h.